# Studio Bozzetto &Co
Studio Bozzetto & Co è una casa di produzione e studio d'animazione con sede a Milano.
Lo studio si occupa di produzione di serie TV d'animazione, cortometraggi, spot commerciali, video istituzionali, motion graphics, app, realtà aumentata, grafiche e video mapping ed è proprietario dei diritti di Topo Tip e del Signor Rossi. Dal 2018 fa parte di ForFun Media, network di studi d'animazione e case di produzione con sedi a Milano, Firenze e Roma.

## Storia
Lo studio Bruno Bozzetto Film venne fondato nel 1960 a Milano da Bruno Bozzetto. Chiuderà ufficialmente nel 2000.
Il nuovo Studio Bozzetto & Co. viene aperto da Bruno Bozzetto, dal figlio Andrea e da Pietro Pinetti. Ha attualmente sede in via Cola Montano a Milano e in Piazzale della Repubblica 2 a Bergamo. Nel 2020 lo studio ha prodotto il film Carolina e Topo Tip. Il mistero di Halloween.

## Filmografia

### Studio Bozzetto & Co. (2007-)
- Sporting (2009)
- Camuni (2009)
- Va Bene?! (2010)
- game (2010)
- Meritocrazia (2012)
- Vintage or cool (2013)
- Lazy dog (2013)
- Life is random (2013)
- Muko (2014)

#### Serie animate
- Topo Tip (2014-2018)
- Gli Acchiappagiochi (2021-[...])